# Josep Ullastra
Josep Ullastra (* 25. April 1690 in Banyoles; † 8. April 1762 in Peralada) war ein spanischer Kleriker, Katalanist und Grammatiker.

## Leben und Werk
Ullastra war promovierter Theologe und Dechant in Peralada. Er verfasste von 1743 bis 1753 die erste Grammatik der katalanischen Sprache. Sie blieb lange Manuskript und wurde erst 1980 gedruckt.

## Werke
- Grammatica cathalána, hrsg. von Montserrat Anguera, Barcelona 1980 (Diss. Barcelona 1976)